# Jennie Nordin
Jennie Nordin (15 maggio 1993) è una calciatrice svedese, difensore dell'AIK.
Figlia d'arte, il padre Krister fu due volte campione di Svezia con l'AIK, nella sua carriera ha vinto una Coppa di Svezia, con il Linköping al termine della stagione 2013-2014, e ha vestito la maglia della nazionale svedese Under-19 con cui si è laureata Campionessa d'Europa di categoria nell'edizione di Turchia 2012

## Palmarès

### Club
- Coppa di Svezia: 1

Linköping: 2013-2014
- Campionato svedese di seconda divisione: 1

AIK: 2023

### Nazionale
- Campionato d'Europa under 19: 1

Turchia 2012